# Estudiantina
Una estudiantina és una germandat d'estudiants universitaris pròpia d'Espanya, Portugal, els Països Baixos, Amèrica central o Amèrica del sud, que duen una combinació de vestits antics i que interpreten temes musicals del folklore europeu i hispanoamericà, fent ús generalment de cordòfons. Els seus orígens no queden clarament determinats. Segons alguns el seu origen serien els antics sopistes i pícars antics (segles XV o XVI), segons d'altres es troben en els mateixos continuadors de la tradició goliarda: els estudiants pobres (segle xiii) que recaptaven fons amb la seva habilitat musical.
Essent una tradició lligada a les universitats, les estudiantines mantenen vives les tradicions del segle xiii.

## Origen

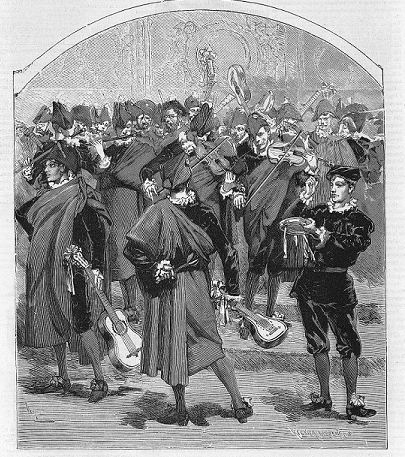
Gravat de Le Monde Illustré sobre la estudiantina espanyola al carnestoltes de París de 1878.

L'estudiantina universitària és una antiga tradició que va sorgir a Espanya, i posteriorment gràcies al seu caràcter viatger, es va estendre a diverses parts d'Europa, com Portugal i Holanda, i a Amèrica a països com Mèxic, Guatemala, Colòmbia, Perú, Xile, Argentina, etc. Va arribar a la fi del segle xix a través de "tunos" espanyols, concretament madrilenys.
Per a alguns el seu origen se situa entre els segles XIII o XIV amb els continuadors de la tradició goliarda: a l'edat mitjana era un tipus de clergue itinerant que aprofitava la tradició d'hostalatge dels monestirs per viure sense treballar destacant-se per la seva predilecció per la música, la beguda, el menjar, el joc i els enamoriscaments. Un altre origen, no excloent, seria el dels estudiants pobres que vivien de la sopa boba que donaven gratis en els convents als necessitats. Aquests sopistes es valdrien de les seves habilitats musicals per cobrir almenys en part els seus estudis i mitjans de subsistència. Sigui com fos l'origen, deixarien amb el temps una petjada que es reflecteix ja al Segle d'or espanyol com a estereotip de l'estudiant de caràcter alegre i murri que podem trobar, per exemple, a l'entremès cervantí de La cueva de Salamanca.

## Etimologia

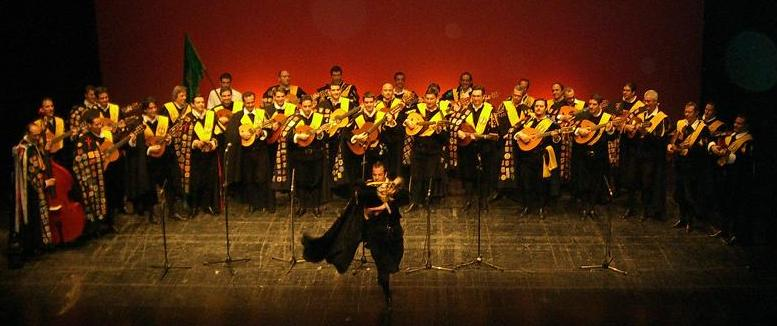
Estudiantina de Sevilla a Badajoz (2007).

Existeixen moltes versions de l'origen de la paraula «estudiantina», per alguns aquesta deriva de la paraula “tunar o ‘córrer l'estudiantina’, que significa: portar una vida viatgera, vagabunda, tocant i cantant. […] també [es creu que] deriva de l'expressió francesa Roi de Thunes (Rei de Tunísia), un apel·latiu utilitzat per designar a líders de rodamóns,” per a uns altres deriva de la paraula tonyina i fan aquesta similitud dels tunantes per “la naturalesa migratòria d'aquests peixos i el caràcter ambulatori dels Tunos”. Segons aquesta teoria, "Tunos" serien els treballadors estacionals que es desplaçaven cap al sud d'Espanya buscant treball, sent aquest proporcionat per la temporada de la tonyina del Mediterrani. Aquests treballadors de temporada van poder haver inspirat als estudiants a portar una vida errant.
Així mateix també es creu que la paraula estudiantina prové de tunante, que era una paraula despectiva referida a aquests estudiants músics i nocturns que feien soroll quan es dormia, als quals al·ludeix l'Arcipreste de Hita en el seu Llbro del buen amor, que per ús va derivar en "estudiantina". Aquesta teoria es recolza en el caràcter mendicant dels "sopistes", estudiants, no necessàriament pobres, que després de dilapidar els seus sous, sobrevivien a costa de la "sopa boba", distribuïda gratuïtament en aquest tipus d'albergs conventuals, de manera que, (heus aquí la connexió) van anomenar-los tunos.
Altres teories més àmpliament difoses procuren situar l'origen en el llatí "tonare" (so), encara que aquesta evolució és contrària a la legislació dels canvis fonètics del llatí a les llengües ibèriques. No obstant això, existeixen altres teories.

## Tradició i història
L'estudiantina, al principi, la constituïen estudiants que, a causa dels seus escassos recursos, havien de cantar o tocar de lloc en lloc per poder guanyar-se la vida, o simplement, per sustentar-se durant el viatge de tornada a les seves cases quan arribaven les vacances (en alguns casos). Per aquest motiu aquesta activitat es designi amb un verb específic: "tunar", o "córrer l'estudiantina".
| «                                                                          | Si de verdad le cuento, / aunque siempre vengo y voy, / no sé dónde voy ni vengo, / que es lo que en frase escolar / se llama tunar. | » |
| — ¿Quién hallará mujer fuerte? de Calderón de la Barca, estrenada en 1672. | |   |

Sent una tradició íntimament lligada a les universitats, les estudiantines mantenen vives les costums heretades dels estudiants universitaris del segle xiii. Alfons X el Savi es va referir als tunos com a joglars, en el seu Codi de Las Siete Partidas en escriure: "Esos escolares que trovan y tañen instrumento para haber mantenencia". Coetània seva, també ho va fer l'obra Razón de amor con los denuestos del auga y el vino, descrivint les cintes que encara pengen sobre la capa del tuno: una per cada conquesta amorosa, una per cada dona. L'Arcipreste de Hita, a El libro de buon amor, subratlla el seu caràcter captaire.
| «                                                                 | ... en el cortejo que sale a rescibir a Don Amor : la guitarra morisca, el corpudo alaut, la reciancha bandurria, el panderete (que) con sonajas de azófar faze dulce sonete. | » |
| — "Libro del Buen Amor", Juan Ruiz, Arcipreste de Hita, Act 1232. | |   |

L'estudiantina en els seus orígens aglutinava a aquells estudiants que per la seva condició econòmica no podien pagar-se la seva estada a la universitat, i trobaven per les fondes per aconseguir diners i un plat de sopa amb els quals mantenir-se. Per aquesta raó se'ls coneixia com a "sopistes", i es deia que vivien de la sopa boba.
Per a tals menesters duien guitarres i bandúrries, i cantaven cobles populars. També se servien de les seves habilitats musicals per enamorar a les donzelles que pretenien. Constància d'això queda en la primera referència escrita que hi ha sobre les estudiantines, que es troba en l'arxiu de la Universitat de Lleida, i en la qual es prohibeix als estudiants fer rondes nocturnes sota pena de confiscar-los els instruments.

No pot parlar-se de tunos fins a l'any 1538, any en què els sopistes es van acollir als habitatges benèfics que els oferia la Instrucció per a batxillers de pupils. A partir d'aquest moment, van començar a cantar sense que en això els anés la supervivència. Perquè, llavors, els ja ex-sopistes, en qualitat d'estudiants veterans, es van fer servir com a escuders pels babaus o estudiants nous, als quals suposadament havien de recolzar, segons la norma, a canvi de llegar-los el seu gai saber musical.

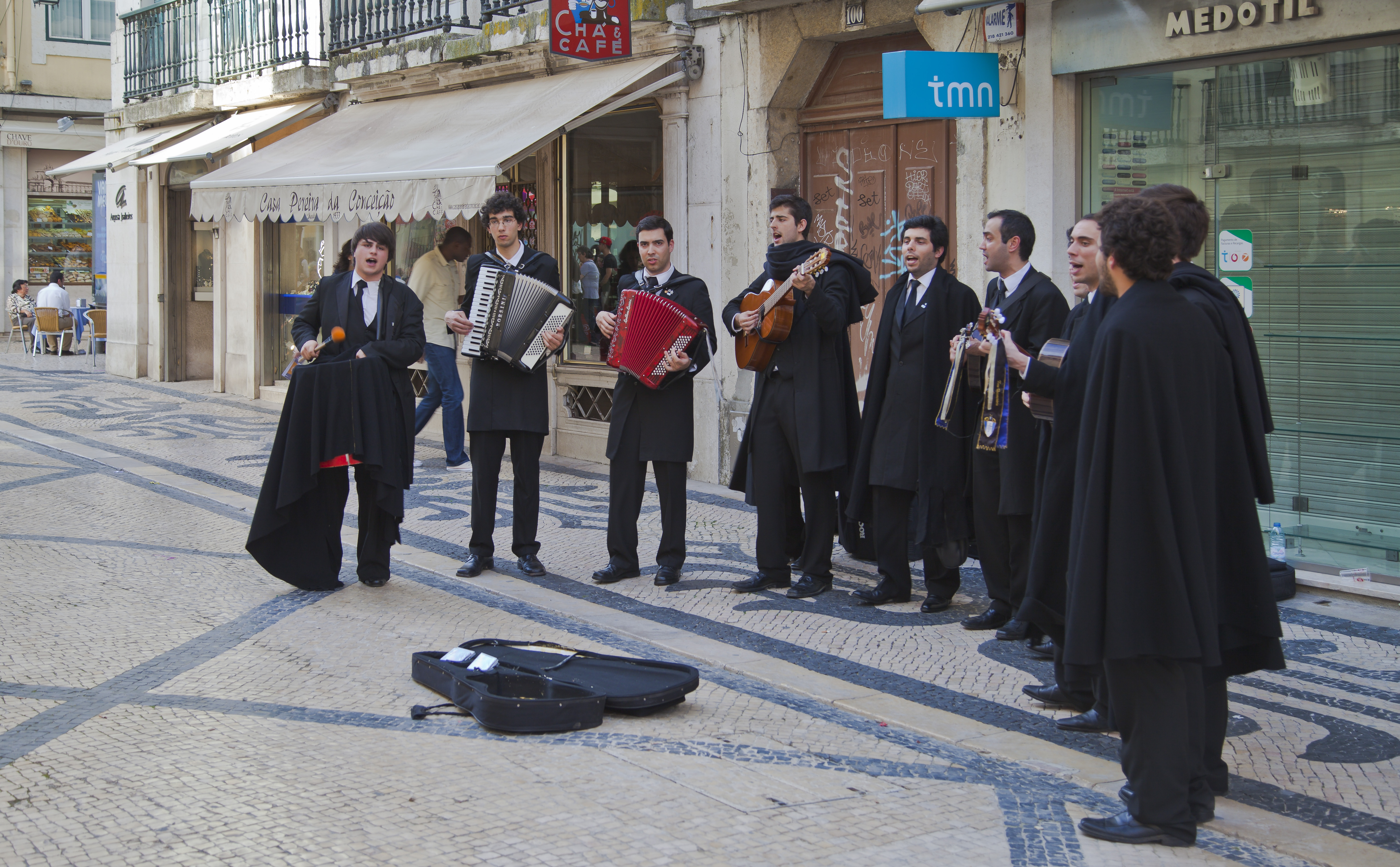
Estudiantina portuguesa als carrers de Lisboa

Ho explica Guzmán de Alfarache, posant l'accent en l'estatus d'estudiant ric que van aconseguir els sopistes. Després, a El Buscón de Francisco de Quevedo, es parla de les bromes que els aguantaven els estudiants novells i passerells, fins a complir el meritoratge que els acabés equiparant a ells.
El tuno captaire gairebé desapareix de l'escena espanyola gràcies a l'abolició de l'obligatorietat en l'ús del vestit talar (vestit de l'estudiant), veient-se constrets a penjar capes i tricornis i a utilitzar robes normals, impossibilitant-se la identificació dels qui corren l'estudiantina com a pertanyents a la corporació escolar l'any 1835, i posteriorment a mitjan segle durant la regència de María Cristina, que permet la lliure associació, es creen associacions de músics i artistes entre les quals sobresurten les "estudiantines", grups musicals a la batuta d'un director, amb un format de nombre musical que va ser tot un èxit a l'època, fent que estudiantines com la "Figaro" transcendís fronteres i continents.

A imatge d'aquestes estudiantines, es recreen a les universitats espanyoles les primeres estudiantines com les veiem avui, que evoquen les anteriors comparses d'estudiants que amb sotana i capes recorrien ciutats i camps, però ara amb el vestit i format musical de l'estudiantina, multiplicant-se els seus tradicionals galanteries i rondes nocturnes.
| « | Salamanca parece, niña, tu calle, / porque siempre la llenan los estudiantes. | » |

Actualment l'associacionisme a la universitat s'ha diversificat en extrem, la qual cosa ha fet que les associacions de més tradició com el cor, l'estudiantina i el teatre universitari perdin estudiants, focus i recolzament en favor d'altres més recents com les de cooperació internacional, cineforum i jocs rol. No obstant això perdura en moltes ciutats el fet de realitzar trobades d'estudiantines com un element propi i algunes estudiantines realitzen recitals anuals a les seves respectives universitats amb el suport institucional.

## Controvèrsia
Malgrat l'antiguitat de la institució o, potser, a causa d'aquesta, l'estudiantina desperta a l'actualitat opinions oposades. Partidaris i detractors esgrimeixen diferents arguments a favor i en contra de la seva existència. Entre els arguments dels seus partidaris diuen que l'estudiantina és una institució "simpàtica", un grup cohesionat que defensa valors com la germanor, la lleialtat, la defensa de les tradicions estudiantils, que celebra l'alegria de la joventut, la despreocupació estudiantil i l'amor per la música i la sana diversió.

### Quintades
Un dels costums que ha aixecat més polèmica és el de fer quintades. Encara que amb variacions entre les diferents estudiantines, en general, els nous membres de l'estudiantina són considerats indignes de portar el vestit i la beca fins a haver demostrat diferents graus de capacitat o perícia tant musical com en els usos i forma de comportar-se dels tunos veterans. El període que els novells o passerells (posseeixen vestit però no beca) han de passar sent-ho varia, depenent de la seva velocitat d'aprenentatge.
Durant aquest temps són considerats aprenents, és per això pel que estan al servei dels veterans i exclosos de "drets", així mateix poden ser objecte de quintades aleatòries a capritx de qualsevol dels membres més veterans (sempre amb l'objectiu que aprenguin les habilitats pròpies de l'estudiantina. També és tradició que els novells se n'intentin lliurar, fent que algú altre les compleixi o faci qualsevol altre menester que els alleugereixi la càrrega, ajudant-se mútuament encara que acabin de conèixer-se, doncs això és el que fa germanor). Transcorregut aquest període, els novells que sumen mèrits accedeixen al grau de veterà i duen la beca, i solen passar per un ritu de pas en forma de festeig privat en el qual són sotmesos a diverses "bromes" més o menys vexatòries i humiliants, o que obliguen al passerell en qüestió a posar en pràctica les seves habilitats adquirides en la seva formació. A la finalització d'aquest, al nou membre de ple dret de l'estudiantina se li imposa la beca distintiva que li acredita com a tal. En algunes estudiantines el ritu de pas es realitza com a condició inicial per entrar en l'estudiantina i accedir a la condició de novell. En unes altres, existeixen graus: passerell, novell, etc., fins a accedir al de veterà.

## Indumentària

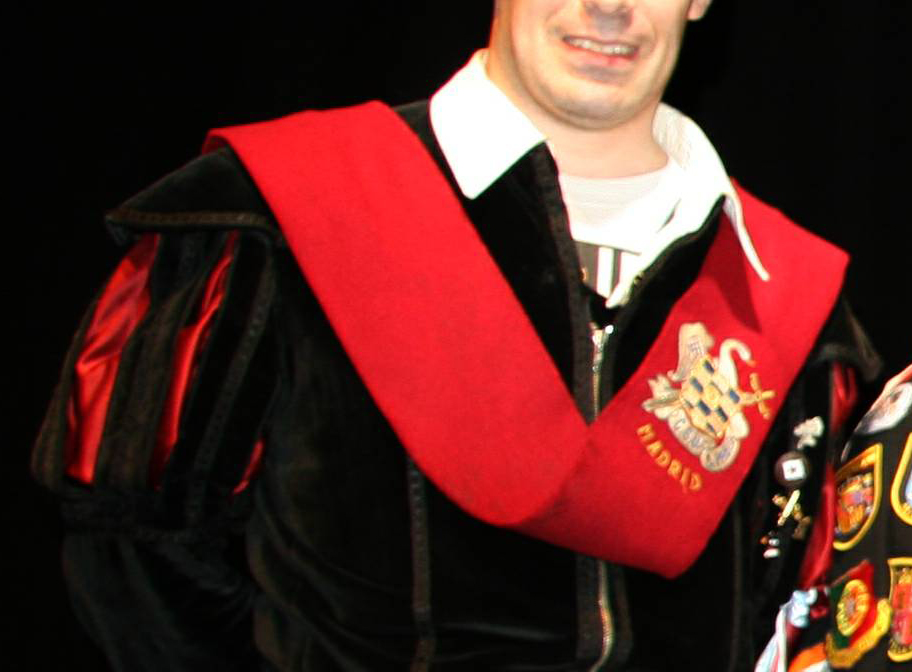
Beca vermella de l'Estudiantina Sant Pablo CEU de Madrid.

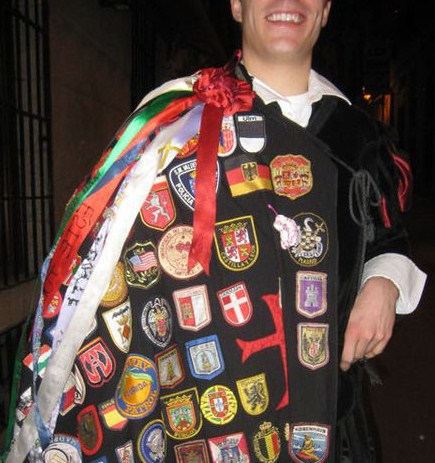
Capa de tuno.

Les estudiantines en l'actualitat se solen classificar segons la facultat universitària a la qual pertanyen els seus membres: així tindrem Estudiantina de Dret, Estudiantina de Medicina, Estudiantina de Pèrits, etcètera. En casos d'universitats amb menor antiguitat o tradició, sol haver-hi una sola estudiantina universitària, que englobi a estudiants de diversos estudis, i fins i tot en ciutats amb diversos "districtes universitaris", creen una Estudiantina de Districte (també amb estudiants de diversos estudis).
La indumentària del tuno està composta de capa o manteo, gipó, camisa, calces, abullonadas o cervantinas sobre aquestes, sabates o botes i finalment la beca que és el que identifica a cada estudiantina i varia el seu color d'acord amb la facultat a la qual pertanyi segons la tradició espanyola: vermell per a Dret, blau turquí per a Ciències, groc per a Medicina, blau cel per a Filosofia i Lletres, morat per a Farmàcia, verd per a Empresarials, taronja per a Economia, etcètera.
La primera representació iconogràfica d'un tuno es troba a la part inferior del passamans de l'escala del Rectorat de la Universitat de Salamanca, antic hospital universitari, una petita talla que el mostra amb el bicorni decorat amb cullera i forquilla, un instrument de corda que sembla una bandúrria i la capa.
A les representacions corresponents del segle xviii, apareixen vestits amb calçons curts, gipó, capa i bicorni. En l'actualitat les estudiantines es divideixen entre les de gregüesco o trusas i les de calçons curts."
- El gipó és una jaqueta cenyida al bust, bollats a les espatlles, denominat "fanals", el color dels quals pot coincidir amb el de la "beca" o ser totalment negre. El gipó se cita documentalment per primera vegada en la Península Ibèrica en 1377, i al segle xvi es va generalitzar el seu ús com a peça lleugera.

- La camisa generalment de color blanc. Apareix sota el gipó, les castellanes en lloc de botons empren cordills, encara que també n'hi ha amb encaixos en els colls i punyetes de les mànigues.

- Com a pantalons s'utilitzen el greguesco o abullonado i el castellà o cervantí. Els pantalons bollats o gongorins són curts i amples i cenyits a mitja cuixa, per la part inferior. Els castellans o cervantins són calçons (similar a uns pantalons curts)cenyits sota el genoll per mitjà d'una sivella, usats sobretot als segles xvi i xvii.

- Les calces, malles o mitges, són peces que cobreixen el peu i la cama fins a la cintura, usant-se sota els abullonados o greguescos. Amb els pantalons bollats s'utilitzen mitges calces, o simplement mitges, que cobreixen tota la cama.

- La beca és la banda de drap, seda o feltre, de color que identifica a cada branca universitària, i es col·loca sobre el pit i les espatlles, en forma de V. Antigament indicava que el seu portador estava becat per la seva universitat, i com a becari disposava d'una ajuda que li feia menys costosa la seva estada a la mateixa. Els colors de la beca i l'escut que en ella figura brodat identifiquen la universitat i l'escola o facultat en la qual estudia el tuno. La beca és lliurada al tuno pels seus companys quan aquests consideren que ha aconseguit el grau suficient de coneixements musicals i experiència suficient pel desenvolupament en les diverses situacions que en les activitats de l'estudiantina es donen, i pot així representar correctament a la seva estudiantina. L'acte en el qual es lliura la beca és anomenat "bateig".

Les beques tenen una llargada suficient per aconseguir (aproximadament) des de la meitat superior de l'esquena fins que la punta de la V se situï en el pit. Les beques de les estudiantines de Valladolid són particularment diferents a la resta, atès que són més llargues (de manera que per l'esquena es creuen i arriben els seus extrems fins a més a baix del cinturó del gipó) i tenen en un dels seus extrems un cercle (potser com a record d'un barret que es portava cosit a la beca).
Hi ha algunes curiositats: l'Estudiantina Compostelana (no porta beca, porta cosida al gipó una Creu de Santiago brodada) i l'Estudiantina de Districte de Granada (porta al pit l'escut de la Universitat de Granada), la coneguda com a Estudiantina de Perits de Sevilla (o Estudiantina de Perits i Enginyers Tècnics Industrials) porta una faixa blanca imposada en honor del seu acte anual d'ofrena a la Verge de la Immaculada Concepció (acte que forma part de les festes tradicionals de Sevilla, en la nit del 7 al 8 de desembre).
- Una altra peça important en la indumentària de l'estudiantina és la capa, que és una peça de vestir llarga i solta, sense mànigues, oberta per davant, que es porta sobre els vestits. No és una altra cosa que la capa dels estudiants antics, d'origen eclesiàstic. La capa, a més de fidel protectora del tuno a les nits de fred, representa dues de les condicions fonamentals dels mateixos: la de viatgers infatigables i la de galant. Sobre la seva capa s'exhibeixen els escuts de les ciutats i països que ha recorregut en les seves corregudes. Mostra així mateix cintes multicolors brodades amb dedicatòries afectuoses per dones que demostren així al tuno el seu afecte o el seu amor, les quals elles portaven en els seus cabells i les hi lliuraven durant les serenates. Provinguin de pretendents, d'una mare, o de les amigues, com resa la cançó Estudiantina Compostelana: "cada cinta que adorna la seva capa guarda un trosset de cor". Actualment, les dames no porten cintes en els seus cabells, per tant portar cintes a les capes deixa de tenir un suport històric-cultural, no obstant això se segueix amb aquesta tradició.

| « | Llevo diez cintas prendidas en mi capa de estudiante, diez ilusiones, diez sueños que van flotando en el aire. | » |

Hi ha una altra indumentària d'estudiantina pròpia de les estudiantines portugueses. Porten el vestit d'estudiant negre i la capa negra. En comptes de cintes deixen que els esquincin la capa persones que són importants per a ells.

## Música
"Els instruments actuals de l'estudiantina són principalment els anomenats pinçats i de pua, els populars espanyols: llaüt, guitarra, bandúrria i la pandereta, i abans la Viola de mà d'arc, antecessora del violí. Aquests instruments apareixen en el Libro del buen amor."
La guitarra s'utilitza com a acompanyament harmònic de la melodia. La melodia la creen les veus i els cants, que es basen en la bandúrria (primera veu) i el llaüt espanyol (segona veu). El contrabaix s'ha convertit en l'actualitat en un instrument habitual en moltes estudiantines, complementat harmònicament el conjunt de cordes. No ens podem oblidar, no obstant, d'un altre instrument característic de la música estudiantil: la pandereta, així com també podem trobar al pandero i les castanyoles.
A més dels instruments bàsics, sense els quals no es podria crear música d'estudiantina, utilitzen molts uns altres que li confereixen una riquesa molt especial. Aquests han arribat gràcies a la fusió amb la cultura de molts pobles, i també moltes vegades pels mateixos instruments regionals de les localitats d'origen de l'estudiantina. Entre els més destacats trobem el timple canari, la bandola i el charango. També solen usar-se en les estudiantines de tot el món el quatre veneçolà, tres cubà, quatre porto-riqueny i l'acordió per acréixer la varietat sonora. En l'actualitat també s'han afegit instruments de vent tals com la quena i la flauta travessera. En conclusió l'estudiantina recull la cultura musical de cada país i/o regió que visita i l'adopta en el seu repertori.
Les estudiantines portugueses solen utilitzar la mandolina en comptes de bandúrria o llaüt; també inclouen tradicionalment el bandoneó i la guitarra portuguesa.

La majoria de les estudiantines de Mèxic adapten dos instruments bàsics del mariaxi com són: la vihuela mexicana i el guitarró, això amb la finalitat d'enriquir més encara les melodies. Cal esmentar que algunes estudiantines parroquials també utilitzen l'acordió per harmonitzar la peça musical. Fins i tot algunes estudiantines de Mèxic fan ús de violins quan interpreten peces de folklore mexicà com les cançons de mariaxi o alguns sons i huapangos, sobretot, les estudiantines dels estats d'Hidalgo i Veracruz.
"El repertorio de la Tuna es sobre todo canción estudiantil, empezando por el género propiamente que es la canción de ronda, que aparece desde las primeras canciones líricas europeas, que tiene su versión en la música popular, donde siempre se encuentran canciones de serenata y los pasacalles etc. con sus elementos que vemos en otro lugar. Buena parte del repertorio tunantesco, las más populares, no tienen autor conocido."
Després, el seu cançoner s'ha enriquit amb temes populars espanyols, així com pasodobles i valsos i folklore regional, com a jotes, ises, malaguenyes, etc. També, pel seu caràcter viatger el tuno ha incrementat el seu repertori amb cançons de tot el món en milers d'idiomes, sempre per poder sorprendre i alegrar cada festa en la qual es trobin.
Algunes estudiantines són cantautores de temes propis. Per exemple, l'Estudiantina de Dret de Sevilla és cantautora de temes com a Rumor en los balcones, Las plazas de mi Sevilla, Tus ojos o Maicena, entre d'altres.